# 11-я бригада противолодочных кораблей
11-я бригада противолодочных кораблей, сокращённо 11-я бригада ПЛК — упразднённое соединение Черноморского флота ВМФ СССР и ВМФ России.

## История соединения
11-я бригада противолодочных кораблей была сформирована 1 июня 1970 года в составе управления, штаба бригады и шести кораблей: крейсеров проекта 69-бис «Михаил Кутузов» и «Дзержинский», больших противолодочных кораблей проекта 61 «Красный Крым» и «Сметливый», ракетного корабля «Бедовый» и эскадренного миноносца «Пламенный». Сформированная бригада вошла в состав 30-й дивизии противолодочных кораблей. В 1970-е—1980-е годы бригада на ротационной основе несла боевые службы в Средиземном море в составе 5-й Средиземноморской эскадры кораблей ВМФ.
После расформирования в конце 1995 года управления 21-й бригады ПЛК корабли из состава 21-бригады были переданы в состав 11-й бригады ПЛК. 
Корабли соединения вошли в состав восстановленной в декабре 2014 года 30-й дивизии надводных кораблей Черноморского флота.

## Состав соединения на 2014 год
| Название корабля | Класс                           | Тип          | Год введения в боевой состав | Тактический номер | Статус                  |
| ---------------- | ------------------------------- | ------------ | ---------------------------- | ----------------- | ----------------------- |
| «Москва»         | ракетный крейсер                | Проект 1164  | 1982                         | 121               | Затонул                 |
| «Керчь»          | большой противолодочный корабль | Проект 1134Б | 1974                         | 713               | В подготовке к списанию |
| «Сметливый»      | сторожевой корабль              | Проект 61М   | 1969                         | 810               | В боевом составе        |
| «Ладный»         | сторожевой корабль              | Проект 1135  | 1980                         | 801               | В боевом составе        |
| «Пытливый»       | сторожевой корабль              | Проект 1135  | 1981                         | 808               | В боевом составе        |

## Командный состав

### Командиры
- (1 июня 1970 —1973) капитан 1-го ранга Старожилов, Фёдор Титович[1];
- (09.1973–09.1979) капитан 1-го ранга Лёгкий, Николай Григорьевич;
- капитан 1-го ранга Черненко, Игорь Михайлович;
- капитан 1-го ранга Васильев, Лев Алексеевич;
- капитан 1-го ранга Голубев, Владимир Алексеевич;
- капитан 1-го ранга Ковшарь, Александр Васильевич;
- капитан 1-го ранга Безмельцев, Александр Викторович;
- капитан 1-го ранга Авраменко Сергей Викторович;
- капитан 1-го ранга Гарамов Олег Юрьевич;
- капитан 1-го ранга Подложнов Александр Николаевич;
- капитан 1-го ранга Криворог Олег Леонидович.